# 화순 모녀 살인 사건
화순 모녀 살인 사건은 1997년 7월 9일 대한민국 전라남도 화순군 화순읍 일심리 서라4차 아파트에서 발생 한 살인 사건이다.

## 개요
이 사건은  청소년들이 저지른 사건으로 32세 주부와 3세 아이가 살해 당하였다. 범인은 모두 10대였으며 김군, 채군, 최양, 윤양 등 4명이었다. 오전 11시, 김군은 전라남도 화순군 화순읍 일심리 (현재 도로명 주소 알메로86) 서라4차 아파트 어느 집 초인종을 눌렀고 앞집 학생이라고 말 하였다. 이씨가 문을 열자 김군과 채군은 재빨리 집안으로 들이닥쳐 이씨를 폭행하여 실신시켰다. 실신한 이씨를 넥타이로 묶고 화장실로 옮겼으며 최양과 윤양은 거실의 TV 음량을 높였다. 범인들은 귀금속과 현금 11만 5000원을 훔쳤으며 실신한 이씨를 물이 가득한  욕조에 넣었다. 이씨를 화장실에 가둔 뒤  휘발유를 뿌려 불을 지른 후 문을 닫았다. 이씨는 정신을 차리고 불을 끈 뒤 화장실 문을 잠갔다. 소리를 들은 김군은 화장실 문을 부수고 식칼로 이씨의 아랫배를 찔렀다. 칼을 뽑자 창자가 튀어 나왔으며 김군은 그것이 징그럽다며 이불을 뒤집어 씌웠다. 그리고 채군도 식칼로 이씨의 등을 찔렀다. 이들은 이후 이씨를 욕조에 넣고 계속 식칼로 찌르고  발로 밟아 살해했다. 이후 범인들은 3살 아이를 어떻게 할지 의논하였다.  채군이 아이에게 눈웃음을 치며 "내가 누군지 알아?"라고 묻자 아이는 고개를 끄덕였다. 채군은 인삼주 병을 아이의 머리로 내던지고 아이를 욕조 물에 입수시켜 살해했다. 범인들이 20년도 되지 않는 형을 살고 출소 하게 되자 수많은 국민들의 분노를 사기도 하였다.

## 범인
- 김○○ 군
- 채○○ 군
- 최○○ 양
- 윤○○ 양

## 피해자
- 주부 이씨
- 이씨의 둘째 딸